# تاتسورو هاگیهارا
تاتسورو هاگیهارا (انگلیسی: Tatsuro Hagihara؛ زادهٔ ۶ اوت ۱۹۸۲) بازیکن فوتبال اهل ژاپن است.